# Linh trưởng mũi khô
Linh trưởng mũi khô (danh pháp khoa học: Haplorhini, tên tiếng Hy Lạp có nghĩa là "mũi đơn") là một nhánh bao gồm các loài khỉ lùn tarsier và simia (hay vượn người). Các loài trong simia bao gồm Catarrhine (Khỉ Cựu thế giới và vượn kể cả con người), và Platyrrhini (Khỉ Tân thế giới). Các nhóm omomyid tuyệt chủng, được coi là haplorhi cơ bản nhất, được cho là liên quan chặt chẽ hơn với khỉ lùn tarsier hơn các con khác.

## Đặc điểm
Linh trưởng mũi khô chia sẻ một số tính năng có nguồn gốc mà phân biệt chúng từ strepsirrhini tức các loài linh trưởng "mũi ướt" (tên tiếng Hy Lạp có nghĩa là "mũi cong"), thuộc phân bộ khác của động vật linh trưởng mà từ đó chúng tách ra khoảng 63 triệu năm trước. Các nhóm Linh trưởng mũi khô, bao gồm khỉ lùn tarsier, tất cả đều bị mất chức năng của enzyme dùng để sản xuất vitamin C, trong khi strepsirrhines, giống như hầu hết các động vật có vú, đã giữ lại enzyme này và khả năng sản xuất vitamin C.
Môi trên của Linh trưởng mũi khô, mà đã thay thế tổ tiên Rhinarium được tìm thấy trong strepsirrhines, không được kết nối trực tiếp vào mũi chúng cho phép một phạm vi rộng lớn của nét mặt. Não của chúng có tỷ lệ cơ thể lớn hơn strepsirrhines đáng kể, và thế mạnh chính của chúng là tầm nhìn. Phần lớn các loài là nhật triều, tức hoạt động ban ngày (các trường hợp ngoại lệ là khỉ lùn tarsier, những con khỉ đêm).
Tất cả vượn người có tử cung đơn khoang; khỉ lùn tarsier có tử cung như strepsirrhines. Hầu hết các loài thường có một lần sinh duy nhất, mặc dù cặp sinh đôi và sinh ba chung đối với loài khỉ đuôi sóc và khỉ khác. Mặc dù thời kỳ mang thai tương tự, khỉ con Linh trưởng mũi khô là tương đối lớn hơn nhiều so với trẻ sơ sinh strepsirrhine, nhưng có một khoảng thời gian phụ thuộc còn mẹ của chúng. sự khác biệt về kích thước và sự phụ thuộc này được ghi nhận vào tăng độ phức tạp của hành vi và lịch sử tự nhiên.

## Phân loại
- Bộ primates (Bộ Linh trưởng)
  - Phân bộ Strepsirrhini: Vượn cáo, cu li và đồng minh.
  - Phân bộ Haplorhini: Khỉ lùn tarsier, khỉ, khỉ không đuôi
    - Cận bộ Tarsiiformes
      - Họ Tarsiidae: Khỉ lùn Tarsier

    - Cận bộ Simiiformes: Khỉ và khỉ không đuôi
      - Tiểu bộ Platyrrhini: Khỉ Tân thế giới
        - Họ Callitrichidae: Khỉ đuôi sóc (marmoset), khỉ sư tử Tamarin
        - Họ Cebidae: Khỉ mũ capuchin, khỉ sóc
        - Họ Aotidae: khỉ đêm hay còn gọi là khỉ cú (douroucoulis)
        - Họ Pitheciidae: Khỉ titis, sakis, uakaris
        - Họ Atelidae: khỉ rú, khỉ nhện, và khỉ lông dài

      - Tiểu bộ Catarrhini Khỉ Cựu thế giới
        - Siêu họ Cercopithecoidea: Khỉ cổ thế giới
          - Họ Cercopithecidae

        - Siêu họ Hominoidea: Khỉ dạng người
          - Họ Hylobatidae: Vượn
          - Họ Hominidae: Linh trưởng lớn và con người